# ジャコモ・デッラ・ポルタ
ジャコモ・デッラ・ポルタ（Giacomo della Porta、1533年ごろ - 1602年）は、イタリアの建築家で彫刻家。サン・ピエトロ大聖堂など主にローマで多数の建築物の建設に関わった。ロンバルディア州ポルレッツァで生まれ、ローマで死去。

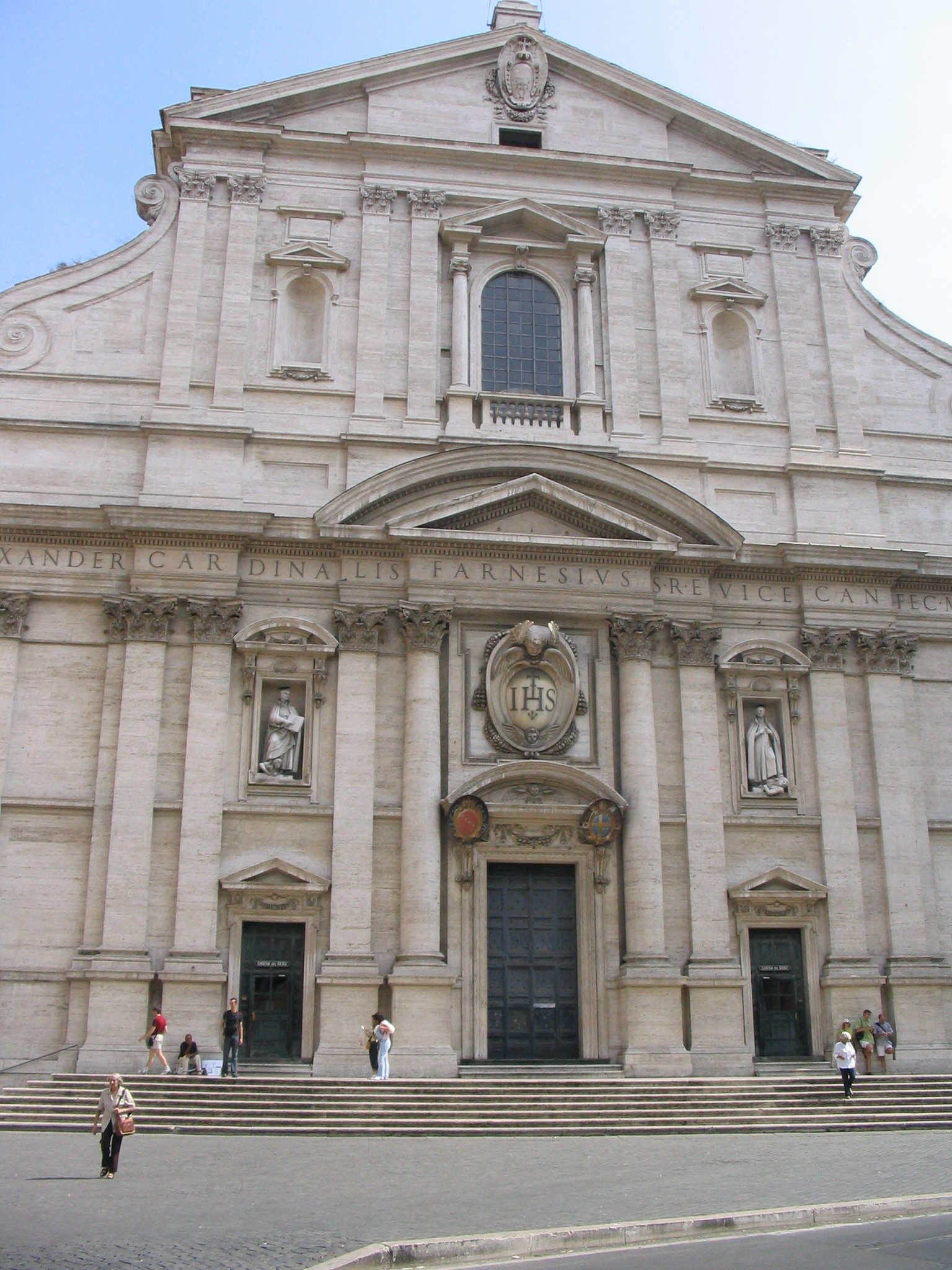
ローマのジェズ教会のファサード

## 生涯
デッラ・ポルタは、ミケランジェロや師匠だったジャコモ・バロッツィ・ダ・ヴィニョーラの影響を受け、彼らの下で仕事をした。1563年以降、ミケランジェロの設計案に基づき、カンピドリオの丘の広場再建を行い、セナトリオ宮（ローマ市庁舎）のファサードと階段、コルドナータと呼ばれるカンピドリオの広場に登って行く階段を完成させた。
1573年にヴィニョーラが亡くなると、イエズス会の母教会であるジェズ教会の建設を引き継ぎ、1584年にはファサードを新たな設計に変更した。
1573年以降、ドメニコ・フォンターナと共に建設中だったサン・ピエトロ大聖堂の建設責任者となり、ミケランジェロのドームを1588年から1590年の間に完成させた。
デッラ・ポルタは16世紀からあるいくつかのローマの噴水も建設している。例えば、ポポロ広場の噴水、ナヴォーナ広場の北にある「ネプチューンの噴水」と南にある「ムーア人の噴水」などである。

## 主な作品
- ジェズ教会 (1571-1575)
- コロンナ広場の噴水 (1574)
- ナヴォーナ広場の中央以外の噴水 (1574)
- パンテオン前の広場にある噴水の1つ
- カンピドリオの丘のセナトリオ宮など (1573-1602)
- ローマ・ラ・サピエンツァ大学（当時はパラッツォ） (1578-1602)
- 亀の噴水 (1584)
- サン・ルイジ・デイ・フランチェージ教会のファサード (1589)
- サン・ピエトロ大聖堂のクーポラ (1588-90)
- トレ・フォンターネ修道院の再建 (1599)
- フラスカーティのヴィラ・アルドブランディーニの修復 (1600-02)
- サンタ・マリア・ソプラ・ミネルヴァ教会内のアルドブランディーニのチャペル (1600-02)